# Tour de Sol

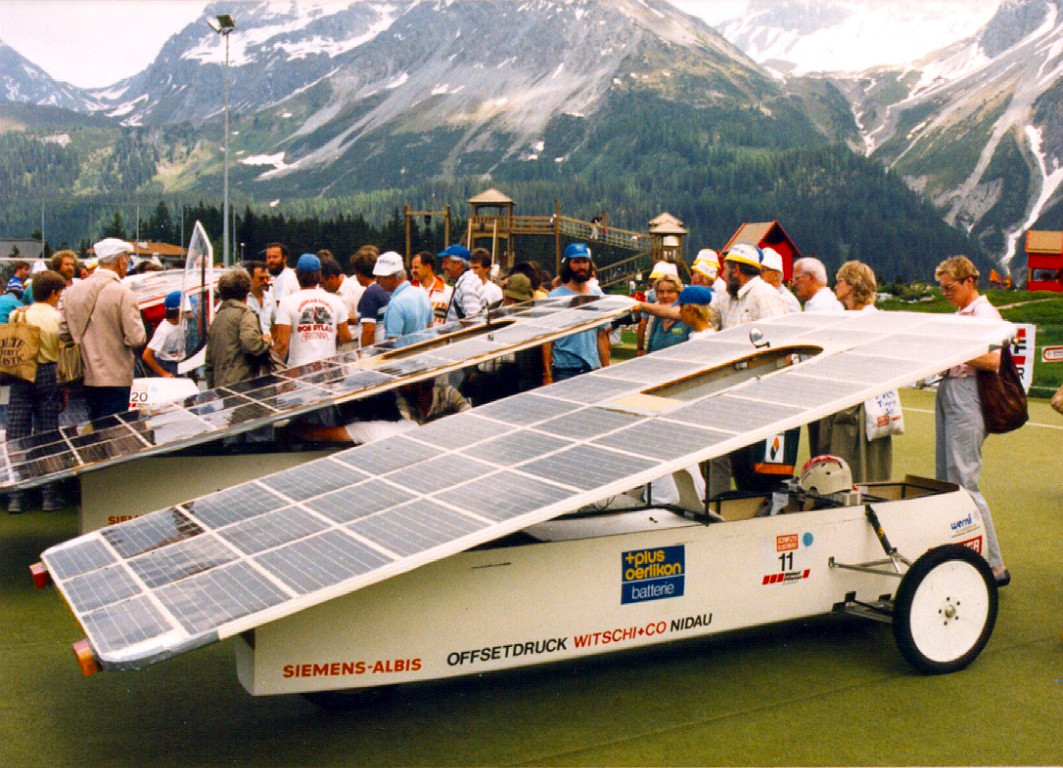
Solarfahrzeuge 1987 in Arosa am Ziel

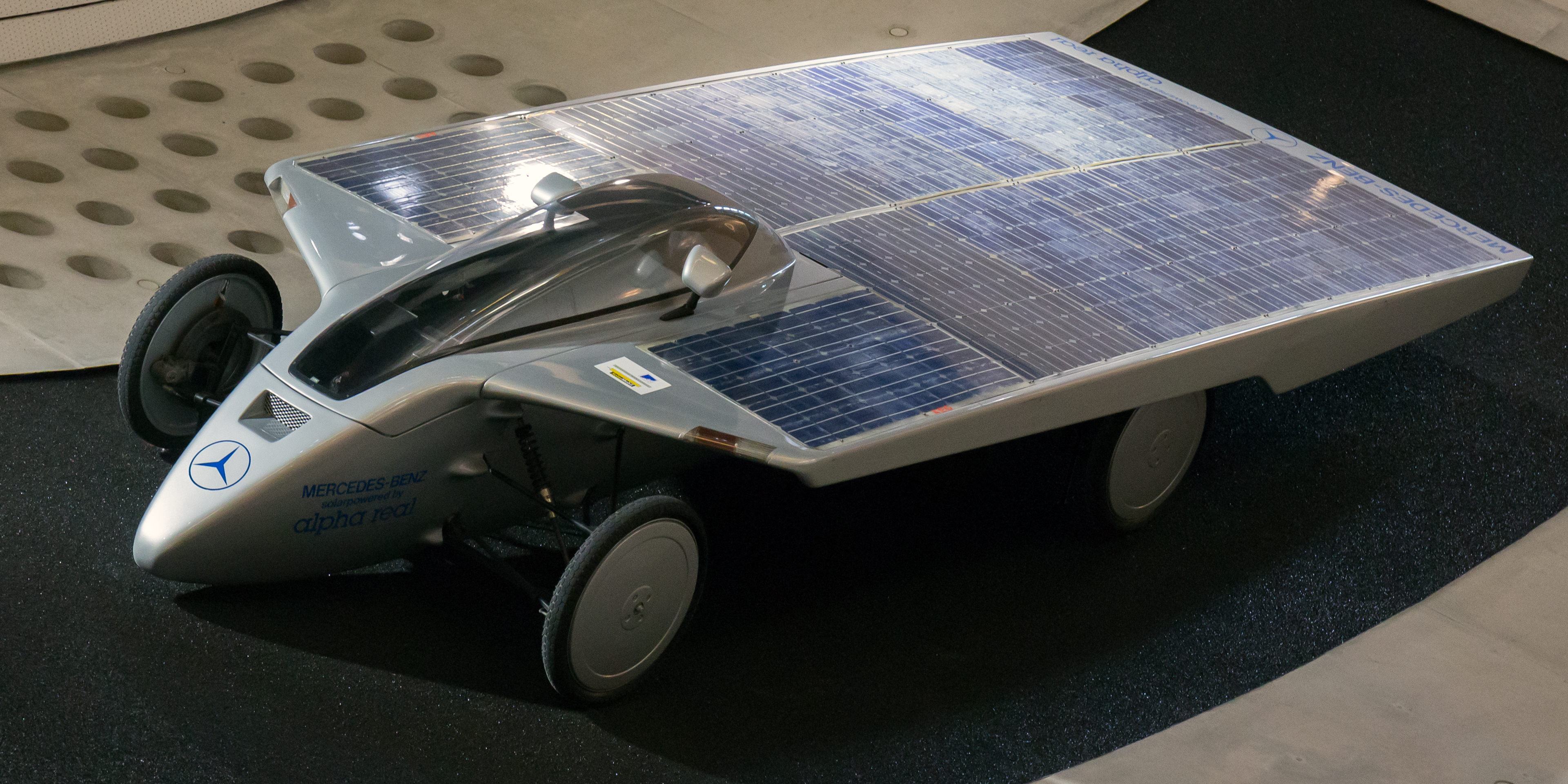
Der Mercedes-Benz alpha real, Sieger der Tour de Sol 1985 von Mercedes-Benz und Markus Real im Mercedes-Benz Museum

Die Tour de Sol war das erste Rennen für Solarfahrzeuge. Ursprünglich war die Veranstaltung vom Initianten Josef Jenni als Werbeaktion für die Sonnenenergie geplant und von Markus Heimlicher, dem Geschäftsführer der Schweizerischen Vereinigung für Sonnenenergie (SSES), aufgenommen. Mit dieser Aktion wollte die SSES zeigen, dass die Solarenergie nicht nur in heissen Gebieten funktioniert, sondern auch in der Schweiz. Als Organisator amtete der Ingenieur und Solarunternehmer Urs Muntwyler (ab 2010 Professor für Photovoltaik an der Berner Fachhochschule), der alle der jährlichen Hauptaustragungen zwischen 1985 und 1992 durchführte und regelmässige Ausstellungen, Tagungen und Drucksachen dazu organisierte. Zusätzlich gab es Solarbootrennen in 1988 und 1989, Etappen für reine Muskelkraftfahrzeuge, und Tours de Sol Alpin auf Schnee. Die rechtliche Form war eine Stiftung, die bis 2002 existierte. Streitereien und Schulden verhinderten weitere Durchführungen seit 1994. Jenni organisierte in seiner Firma Jubiläumstreffen 2015 und 2025 und eine permanente Ausstellung der ersten Solarmobile.

## Geschichte
Die erste Tour de Sol wurde 1985 in der Schweiz durchgeführt. Sie führte in 5 Etappen von Romanshorn über Winterthur nach Genf. Am Start waren 73 Solarmobile und 58 davon schafften die Strecke, welche auf ungesperrten Strassen erfolgte; die Teilnehmenden mussten sich an sämtliche Verkehrsregeln halten. Gewonnen hat das Solarfahrzeug Mercedes-Benz / alpha real des Automobilherstellers Mercedes-Benz und dem Schweizer Ingenieurbüro alpha real des Ingenieurs Markus Real. Die Fahrzeuge hatten Solarzellen und Batterien mit einer definierten maximalen Leistung (480 Wp) beziehungsweise Kapazität (Wp x 10 h).
Zunächst waren zwei Kategorien von Fahrzeugen zugelassen:
1. Solarmobile ohne Zusatzantrieb, d. h. ausschliesslich mit Sonnenenergie betrieben, plus der ersten Ladung der Batterie. Erlaubt waren maximal 6 m² oder 480 W für den Solargenerator und 4,8 kWh für die Batterie.
2. Solarmobile mit Zusatzantrieb, d. h. mit zusätzlicher Muskelkraft und mit reduzierten Werten für Solargenerator und Batterie.

Später kamen weitere Kategorien dazu, z. B.: "Seriensolarmobile", serientaugliche Prototypen oder tatsächliche Elektroautos mit einer regulären Verkehrszulassung. Da die zur Verfügung stehende Solarfläche für solche Fahrzeuge zu gering war, wurden zuerst stationäre solare Ladestationen mit Batteriewechsel und später das Netzverbund-System zugelassen: die Fahrzeuge durften vom Stromnetz laden, wenn rechnerisch genügend Strom anderswo eingespeist wurde. Dies führte zu den heute bekannten Einspeisesystemen für Solarstrom.

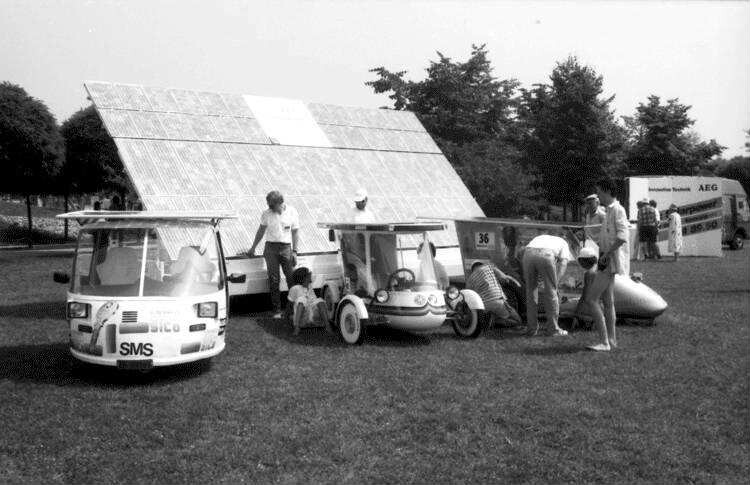
Solarfahrzeuge auf der Landesgartenschau in Freiburg im Breisgau (1986)

Die zweite Tour de Sol führte 1986 von Freiburg im Breisgau (Baden-Württemberg) nach Suhr (Aargau). Dabei erreichten die schnellsten Solarfahrzeuge ohne Zusatzantrieb eine Spitzengeschwindigkeit von 120 km/h. Die mittlere Geschwindigkeit betrug 49 km/h.

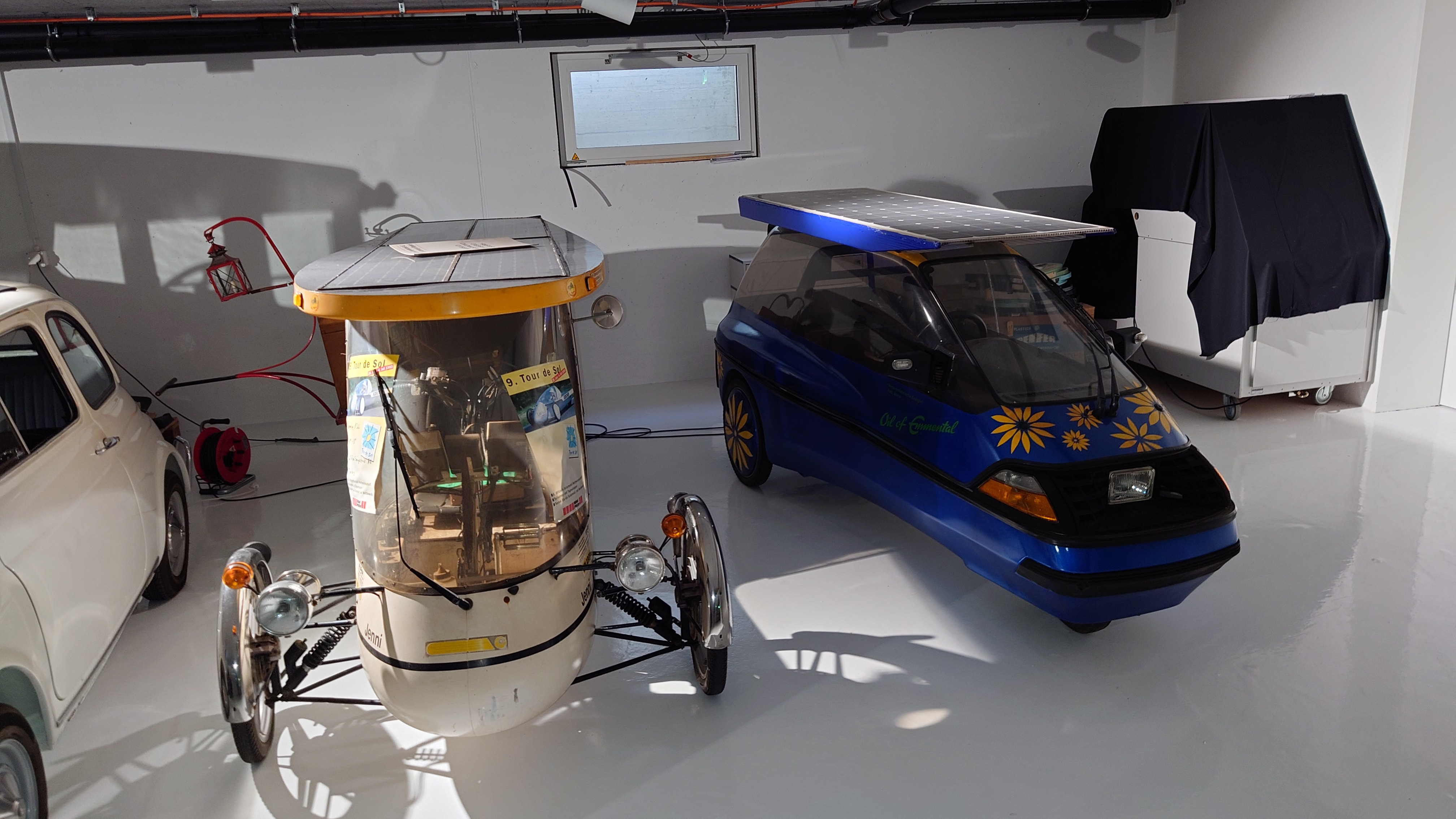
Fahrzeuge der Tour de Sol, ausgestellt in der Enter Technikwelt Solothurn

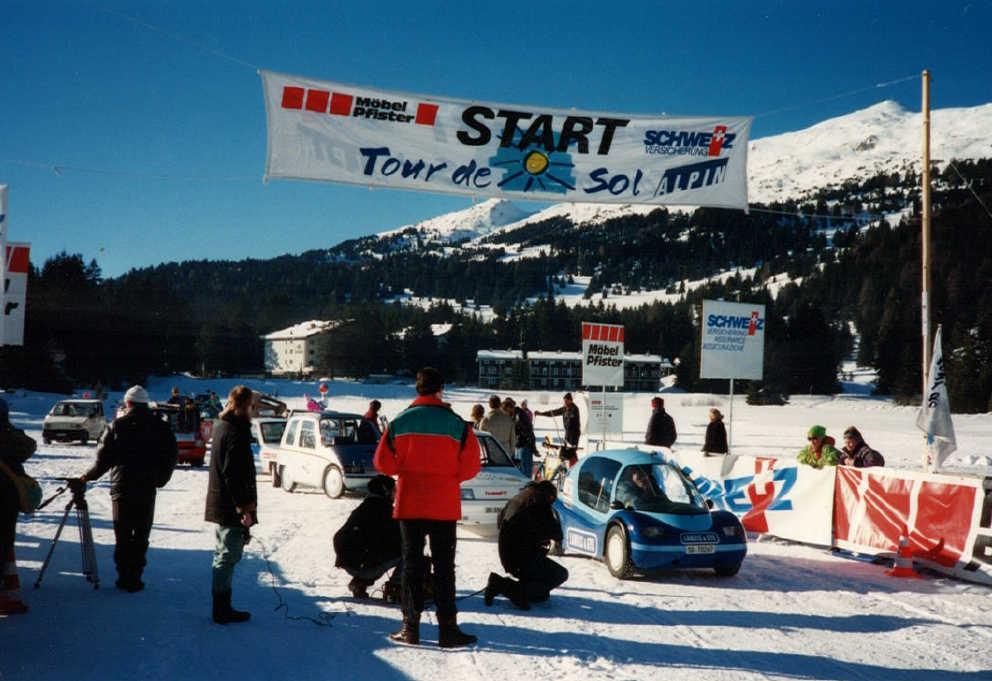
Tour de Sol Alpin in 1991 auf dem Heidsee, Lenzerheide

Weitere Austragungen der Tour de Sol waren:
- 1987: Biel – Arosa
- 1988: Zürich – Etoy VD
  - 1988: das erste Solarbootrennen in Estavayer-le-Lac.
- 1989: Contone – Rheinfelden AG
  - Solarbootrennen Zug – Arth – Immensee
  - Kategorie HPV
  - Alpine Solarmobil Europa Meisterschaft Disentis – Berninapass[1]
- 1990: Schaffhausen – Münsingen BE
  - 1990: Tour de Sol Alpin (auf Schnee): Lenzerheide/Lai – Valbella
- 1991: Suhr – Beatenberg
  - 1991: Tour de Sol Alpin (auf Schnee): Lenzerheide/ Lai-Valbella
- 1992: Pforzheim (Baden-Württemberg) – Saas-Fee
- 1993: Luzern – Adelboden
  - geplant: Tour de Sol Alpin (auf Schnee): Arosa
- 1994: geplant: Basel - Grächen

Hatten die Fahrzeuge bei den ersten Rennen noch meistens drei Räder, kamen später immer mehr vier-rädrige Autos und Zweiräder dazu. Aus letzteren entstanden in der Schweiz die ersten käuflichen Serien von Elektromotorrädern und Elektrofahrrädern.
Ebenfalls wurde in den USA ein Solarmobilrennen unter dem Namen American Tour de Sol von der Northeast Sustainable Energy Association (NESEA) durchgeführt.
Zusätzlich zu den Rennen wurden in denselben Jahren 6 Tagungen "Solarmobile im Alltag" und 3 "Leicht-Elektromobile im Alltag" durchgeführt.